# La Parisienne
«La Parisienne» (с фр. — «Парижанка») — революционная песня, которая была создана Казимиром Делавинем (текст) и Даниэлем Обером (музыка).

## О песне

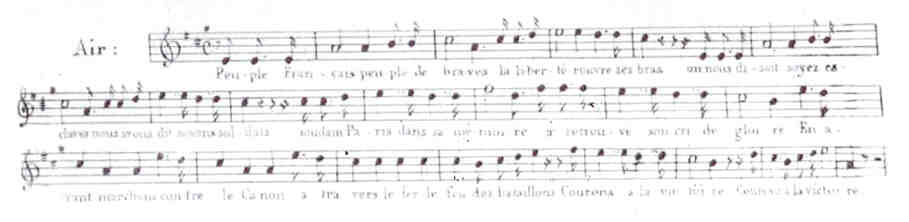
Мелодия La Parisienne

Музыка для песни была создана на основе гармонизированной мелодии немецкого военного марша «Ein Schifflein Sah Ich Fahren».
Во время Июльской революции «Парижанка» стала аналогом «Марсельезы». После прихода Луи-Филиппа к власти, предыдущий гимн Французской революции был запрещён к исполнению. Вместо него официальным гимном Франции была назначена песня «La Parisienne», пробыв в этом качестве с 1830 по 1848 годы. На смену ей пришла патриотическая песня «Partant pour la Syrie», ставшая гимном страны во времена Второй французской империи.